# Vanmanenia serrilineata
Vanmanenia serrilineata és una espècie de peix de la família dels balitòrids i de l'ordre dels cipriniformes.

## Morfologia
Els mascles poden assolir els 5,8 cm de longitud total.

## Distribució geogràfica
Es troba a la conca del Mekong al nord de Laos.